# Shmuel Tankus

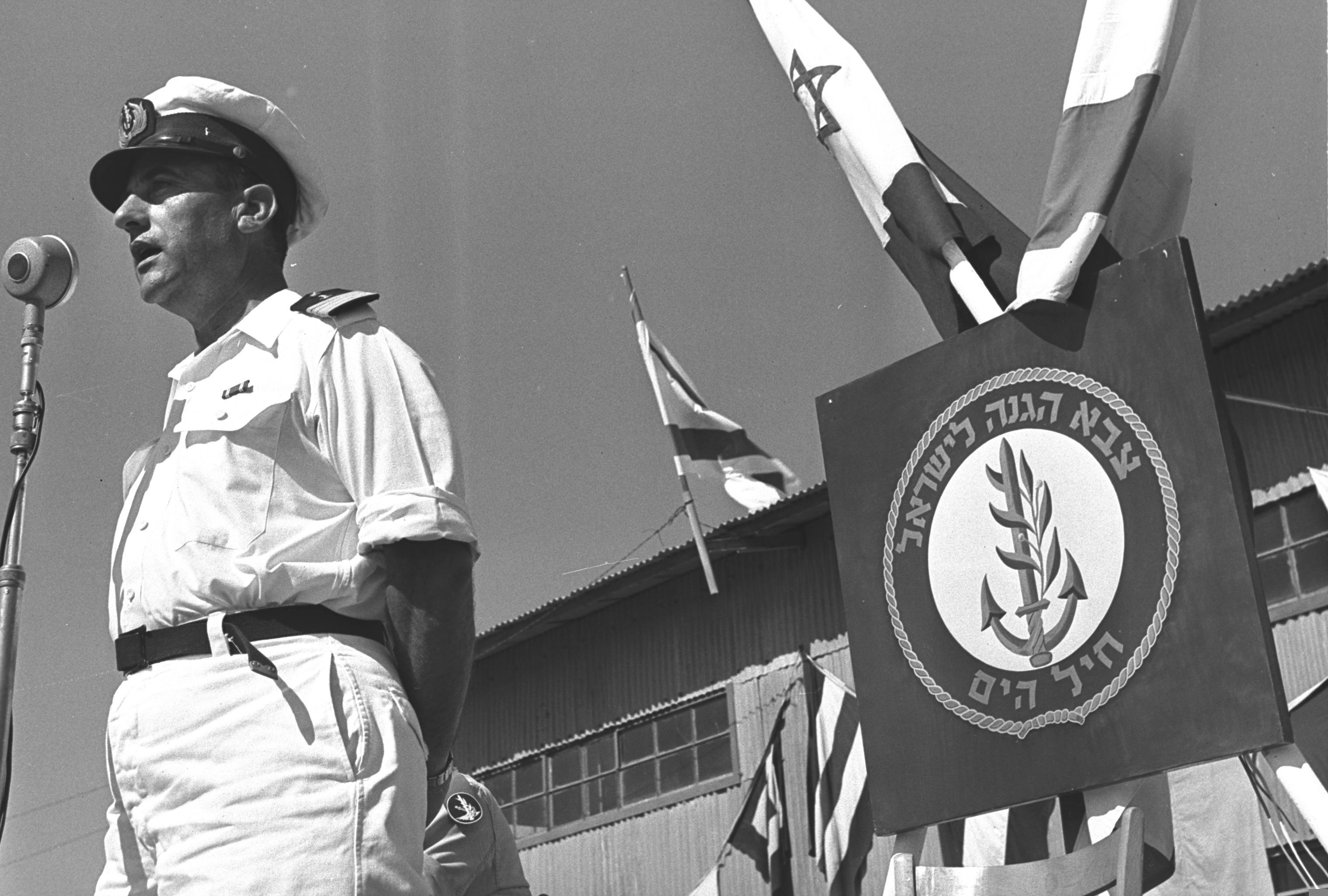
Shmuel Tankus bei einer Ansprache (21. Juni 1955)

Shmuel Tankus (hebräisch שמואל טנקוס; * 4. November 1914 in Jaffa; † 4. März 2012) war ein israelischer Konteradmiral (Aluf), der zwischen 1954 und 1960 der 5. Befehlshaber der israelischen Marine (חיל הים הישראלי) war.

## Leben
Tankus stammte aus einer aus Kaukasien in das spätere Gebiet des Völkerbundsmandats für Palästina eingewanderten Familie und absolvierte das traditionsreiche Hebräische Herzlia-Gymnasium in Tel Aviv. Bereits als Teenager half er bei der Einschiffung jüdischer Einwanderer und beim Bau des Hafens von Tel Aviv.
1941 trat er der Palmach bei, dem militärischen Zweig der Untergrundbewegung Hagana, und wurde nach der Gründung 1943 Mitglied von dessen Marinegruppe Palyam. Während des Zweiten Weltkrieges war er Marineberater der Hagana und bildete Angehörige dieser Organisation für Marineeinsätze im feindlichen Hinterland aus.
Nach dem Krieg wurde er Dozent an der Marineschule von Tel Aviv sowie nach der Gründung des Staates Israel sowie der israelischen Marine 1948 Chef des Ausbildungskommandos. Während dieser Zeit verfasste er auch das erste Fachbuch über Nautik in hebräischer Sprache. 1950 erfolgte seine Ernennung zum Chef für Marine-Operationen.
Am 30. Juni 1954 wurde er Nachfolger von Mordechai Limon als Befehlshaber der Israelischen Marine und bekleidete diese Funktion bis zu seiner Ablösung durch Johai Ben-Nun im Jahr 1960. Während seiner Amtszeit kam es auch durch die Ereignisse und Gefechtshandlungen während der Sueskrise zu einem erheblichen Fortschritt innerhalb der Seestreitkräfte durch die Erneuerung der Schiffe sowie der ersten Planungen zur Entwicklung des Seezielflugkörpers Gabriel. 1960 erfolgte seine Ernennung zum ersten Kommandeur der Marineoffiziersakademie (בית הספר לקציני ים עכו) in Akkon.
2004 wurde er mit dem Jigal-Allon-Preis (פרס יגאל אלון) ausgezeichnet.